# سید محمود مرعشی نجفی
سیّد محمود مرعشی نجفی (متولد ۱۳۲۰ در قم) کتابدار، کتاب‌شناس و نسخه‌شناس ایرانی است. او مدیر «کتابخانه آیت‌الله مرعشی نجفی» می‌باشد که به گفته وی یکی از بزرگترین کتابخانه‌های ایران و جهان است.

## زندگی و تحصیلات
سید محمود مرعشی نجفی، فرزند ارشد سید شهاب‌الدین مرعشی نجفی و نوه سید شمس الدین محمود مرعشی نجفی، در سال ۱۳۲۰ در قم به دنیا آمد. پس از طی دوره‌های دبستان تا دبیرستان در قم، تحصیل علوم حوزوی را شروع کرد. مقدمات و سطح را نزد استادان برجسته‌ای چون فاضل لنکرانی، سید مهدی لاجوردی، ابوطالب تجلیل تبریزی، محمد صادق نصیری سرابی، محمد تقی ستوده و سید احمد ورامینی آموخت و سپس در درس خارج فقه پدرش مرعشی نجفی شرکت کرد که تا پایان عمر ایشان ادامه یافت. مرعشی در کنار تحصیل علوم دینی به دلیل علاقه وافر به علوم رجال، انساب، کتاب‌شناسی و نسخه‌شناسی، به مطالعات کتب و رسایل قدما و متأخران در این رشته‌ها پرداخت و در این راه از رهنمودها و تجربیات پدرش استفاده فراوان برد و به تدریج صاحب نظر گردید. وی از بسیاری از استادان و مشایخ اجازاتی دریافت کرده‌است. سید محمود مرعشی نجفی علاوه بر تحصیلات حوزوی، تحصیلات آکادمیک را نیز دنبال کرد. وی تحصیل در رشته جامعه‌شناسی را نخست در دانشگاه تهران و سپس در دانشگاه لندن ادامه داد و در سال ۱۹۸۵ میلادی موفق به اخذ دکترای جامعه‌شناسی از دانشگاه لندن گردید.

## آثار

### کتاب‌ها
آثار مستقل سید محمود مرعشی نجفی به‌طور عمده در زمینه فهرست‌نگاری نسخ خطی، کتابشناسی و شرح حال شماری از اندیشمندان مسلمان ایران است. از سال ۱۳۴۱ تا سال ۱۳۸۲، در مدت چهل و یک سال، او دوازده کتاب تألیف کرده است. علاوه بر این، وی ۹ اثر را تصحیح کرده و ۶۴ کتاب نیز زیر نظر وی منتشر شده است. از آثار مستقل وی می‌توان به موارد زیر اشاره کرد:
- شرح حال و افکار و آثار و عقاید و نظریات‌ ابن سینا، ۱۳۴۱[۱۱]
- شرح حال و آثار و آراء و عقاید و نظریات‌ ابو حامد غزالی، ۱۳۴۱[۱۲]
- شرح حال و آثار و آراء ابو نصر فارابی
- المسلسلات فى الاجازات، ۱۳۷۴[۱۳]
- گنجینه (فهرست بخشی از نسخه‌های خطی‌ فارسی سمرقند و بخارا و خوارزم)، ۱۳۷۷
- فهرست نسخه‌های خطی کتابخانه بزرگ‌ آیت الله العظمی مرعشی نجفی، ۱۳۷۹-۱۳۸۰[۱۴]
- فهرست نسخه‌های خطی آثار علامه سید رکن‌الدین حیدر حسینی آملی در کتابخانه حضرت‌ آیت الله العظمی مرعشی نجفی، ۱۳۸۱[۱۵]
- فهرست نسخه‌های خطی آثار علامه قاضی‌ نور الله مرعشی شوشتری در کتابخانه حضرت‌ آیت الله العظمی مرعشی نجفی، ۱۳۸۱[۱۶]
- فهرست نسخه‌های خطی آثار علامه‌ نظام‌الدین عبدالعلی بیرجندی، ۱۳۸۱[۱۷]
- نسخه‌های خطی کهن و نفیس نهج البلاغه‌ و شروح برگزیده و ترجمه‌های آن در کتابخانه‌ آیت الله العظمی مرعشی نجفی، ۱۳۸۱[۱۸]
- نوادر المخطوطات العربية من قرن الثالث الی السادس الهجری، عربی، ۱۳۸۱[۱۹]
- کتاب شناسی توصیفی حضرت آیت الله‌ العظمی مرعشی نجفی، ۱۳۸۲[۲۰]
- سفرنامه چين
- عدى بن الرقاع، شاعر قرن اول
- فهرست بخشى از نسخه‌هاى خطى منسوب به عالمان سمرقند
- مرورى بر زندگى سيد عبدالهادى دليجانى
- نخستين كتاب‌هاى چاپى عربى و فارسى كه در جهان منتشر شده
- نسخه‌هاى خطى كهن نهج‌البلاغة
- جهان کتابخانه‌ها: گزیده مقالات درباره کتابخانه‌های ایران و جهان، ۱۳۹۱[۲۱]
- میراث ماندگار، ۱۳۸۲[۲۲]
- مرجع میراث بان، ۱۳۹۰[۲۳]
- فهرست دست نوشته‌های آثار خواجه نصیرالدین محمد بن محمد طوسی (ره) در کتابخانه بزرگ حضرت آیت الله العظمی مرعشی نجفی (ره)، ۱۳۸۴[۲۴]
- کتابشناسی آثار دستنویس علامه کمال الدین میثم بن علی بحرانی، ۱۳۸۵[۲۵]
- شناخت نامه سید عبدالهادی حسینی دلیجانی، ۱۳۸۶[۲۶]
- اجازات و نامه‌های آیت الله العظمی سید ابوالحسن اصفهانی (ره) به آیت الله العظمی سید شهاب‌الدین مرعشی نجفی (ره)، ۱۳۸۷[۲۷]
- مرجع فرهنگبان، ۱۳۸۸[۲۸]
- موسوعة الامامة فی نصوص أهل السنة، ۱۳۸۸[۲۹]
- مکاتیب المحفوظ، ۱۳۸۸[۳۰]
- نسخه‌شناسی: پژوهشهایی درباره نسخه‌های خطی در ایران و جهان، ۱۳۸۶[۳۱]
- نامه‌های ناموران، ۱۳۸۹[۳۲]
- شصت و سه نسخه خطی نفیس از سده‌های چهارم و پنجم و ششم هجری، ۱۳۷۳[۳۳]
- یکصد و سه نسخه خطی از سده هفتم هجری، ۱۳۷۳[۳۴]
- دویست و هشتاد نسخه خطی نفیس از قرن هشتم، ۱۳۷۳[۳۵]
- کتابخانه عمومی حضرت آیة الله العظمی مرعشی نجفی در یک نگاه، ۱۳۷۱[۳۶]
- گنجینه شهاب: مجموعه رساله‌ها و مقاله‌های علمی در پاسداشت حضرت آیت‌الله العظمی مرعشی نجفی (ره)، ۱۳۸۰[۳۷]
- رنج و گنج، ۱۳۸۶[۳۸]
- فهرستواره نسخه‌های خطی آثار علمی فیض کاشانی در گنجینه جهانی مخطوطات اسلامی کتابخانه بزرگ حضرت آیت‌الله العظمی مرعشی نجفی (ره)، ۱۳۸۷[۳۹]
- نسخه‌های نویافته: گزارشی از گزیده نسخه‌های خطی خریداری شده کتابخانه بزرگ حضرت آیت‌الله العظمی مرعشی نجفی (ره) (گنجینه جهانی مخطوطات اسلامی)، ۱۳۸۷[۴۰]
- فقیه فرزانه: زندگی‌نامه آیت‌الله سیدمرتضی فقیه مبرقع، ۱۳۸۸[۴۱]
- طریق شیخ انصاری الی المعصوم، عربی، ۱۳۷۴[۴۲]
- گنجینه: فهرست بخشی از نسخه‌های خطی فارسی و عربی منسوب به دانشمندان سمرقند، بخارا و خوارزم، ۱۳۷۷[۴۳]
- فهرست نامگوی نسخ خطی مخزن حمید سلیمان انستیتو شرق‌شناسی ابوریحان بیرونی (ازبکستان)، ۱۳۷۷[۴۴]

### مقاله‌ها
دکتر مرعشی نتایج مطالعات خود را در زمینه‌های کتابداری، بایگانی و بررسی نسخه‌های خطی، همچنین تجربیات و بازدیدهای خود از مراکز فرهنگی کشورهای مختلف را در بیش از ۶۰ مقاله، گفتگو و گزارش در مجلات زیر منتشر کرده است:
- میراث شهاب، از ۱۳۷۴[۴۵][۴۶]
- میراث‎
- میراث اسلامی

برخی از مقاله‌های وی نیز در کتاب وی گنجینه شهاب به چاپ رسیده‌است. از دیگر مقاله‌های دکتر مرعشی می‌توان به موارد زیر اشاره کرد:
- نسخه‌های خطی نو یافته، ۱۳۹۰[۴۹]
- دانشنامه‌ی کوتاه فارسی، ۱۳۸۹[۵۰]
- علمای شیعی و مساله‌ی اجازه در قرن نوزدهم، مترجم، ۱۳۸۹[۵۱]
- کبیکج در نسخه‌های خطی، ۱۳۸۹[۵۲]
- کتابچه‌ی پرسش و پاسخ یا استنطاق از میرزا رضا کرمانی، ۱۳۸۸[۵۳]
- جغرافیای خوزستان، ۱۳۸۸[۵۴]
- کتابشناسی کمال الدین میثم بحرانی، ۱۳۸۵[۵۵]
- رساله‌ی منتخب، ۱۳۸۵[۵۶]
- اسلام، ایران، چین، ۱۳۸۳[۵۷]
- سفرنامه‌ی عشق آباد، سمرقند و بخارا، ۱۳۸۳[۵۸]
- گزارش سفر فرانسه، ۱۳۸۳[۵۹]
- مراسم افتتاح کتابخانه اسکندریه، ۱۳۸۱[۶۰]
- دو نمونه از قرآن‌های کوفی کهن؛ از گنجینه‌ی نسخه‌های خطی کتابخانه‌ی بزرگ آیت الله العظمی مرعشی نجفی (ره)، ۱۳۸۰[۶۱]
- نسخه‌های خریداری شده، ۱۳۸۰[۶۲]
- نسخه‌های خطی کتابخانه‌ی عارف حکمت، ۱۳۷۹[۶۳]
- مولف ربیع الشیعة، ۱۳۷۹[۶۴]
- نسخه‌های جدید کتابخانه (گزیده‌ای از نسخه‌های خطی کهن و نفیس تازه خریداری شده)، ۱۳۷۹[۶۵]
- کنفرانس بین المللی نسخه‌های خطی، ۱۳۷۹[۶۶]
- دو کتابخانه‌ی نفیس شخصی، ۱۳۷۹[۶۷]
- کتاب و کتابخانه؛ اطلالة علی مکتبة آیة الله العظمی مرعشی، ۱۳۷۸[۶۸]
- رهتوشه‌ی ازبکستان، ۱۳۷۷[۶۹]
- کتابخانه‌ی شخصی آیت‌الله بهاری همدانی (ره)، ۱۳۷۷[۷۰]
- جهان کتابخانه؛ کتابخانه‌ی شخصی آیت‌الله بهاری همدانی، ۱۳۷۷[۷۱]
- میراث خطی کتابخانه؛ نسخه‌های خطی ذخیره‌ی خوارزمشاهی، ۱۳۷۷[۷۲]
- راویان و شیوخ شیعی بخاری، ۱۳۷۷[۷۳][۷۴]
- گزارش سفر به ازبکستان، ۱۳۷۶[۷۵]
- نسخه‌های نهایه‌ی شیخ طوسی، ۱۳۷۶[۷۶]
- تفسیر بلابل القلاقل، ۱۳۷۳[۷۷]
- گزیده کتاب شناسی توصیفی فرق اسلامی، ۱۳۶۹[۷۸]
- شرحی نویافته بر تهذیب الاحکام شیخ الطائفه محمد بن حسن طوسی، ۱۳۹۸[۷۹]
- دستنوشته‌هایی اندر باب کتاب نامه‌های والد بزرگوارم مرحوم آیت الله العظمی مرعشی نجفی و فرزند ارشد آیت الله شیخ آقا بزرگ تهرانی، ۱۳۹۸[۸۰]
- موقوفات ماندگار (۴): دو نسخۀ نفیس از موقوفات آیت الله العظمی مرعشی نجفی به کتابخانۀ آستان مقدس حضرت فاطمه معصومه، ۱۳۹۸[۸۱]
- کتابخانه ملی چین، ۱۳۸۹[۸۲]
- ایرانیان از دیدگاه اهل بیت -علیهم السلام-، مصحح، ۱۳۸۸[۸۳]
- کاغذسازی: تاریخ و صنعت پیشه‌ای کهن، ۱۳۸۸[۸۴]
- در سیاست امام را مقدم می‌دانستند، مصاحبه شونده، ۱۳۸۸[۸۵]
- تاریخ جزیره قشم، ۱۳۸۷[۸۶]
- قانون تذکره در دوره قاجار، ۱۳۸۷[۸۷]
- شهاب فضل و فضیلت، ۱۳۸۷[۸۸]
- علم نسب شناسی (با یادی از سرآمد تبارشناسان معاصر آیت الله العظمی مرعشی نجفی)، ۱۳۸۵[۸۹]
- روزنگار استقبال از حجاج؛ تالیف سید محمد حسین رضوی همدانی، ۱۳۸۵[۹۰]
- تجربة المسافرین؛ تالیف میرزا عیسی خان منشی، ۱۳۸۵[۹۱]
- گزارش سفر عربستان، ۱۳۸۵[۹۲]
- جغرافیای آستان قدس رضوی؛ میرزا علی خان سرهنگ (نوبر)، ۱۳۸۵[۹۳]
- نسخه‌های جدید؛ گزیده‌ای از نسخه‌های نفیس و کهن خریداری شده یا اهدایی، ۱۳۸۴[۹۴]
- سفرنامه هند، ۱۳۸۴[۹۵]
- پدرم، ۱۳۸۳[۹۶]
- سفرنامه ابوظبی، ۱۳۸۳[۹۷]
- گنجینه‌های خطی، مصاحبه شونده، ۱۳۸۳[۹۸]
- سفرنامه کویت، ۱۳۸۳[۹۹]
- گزیده‌ای از کتابهای لاتینی خریداری شده، ۱۳۸۳[۱۰۰]
- گزارش سفر به کشور مغرب، ۱۳۸۲[۱۰۱]
- بیرجندی نامه؛ فهرست نسخه‌های خطی آثار علامه عبدالعلی بیرجندی در کتابخانه‌ی بزرگ حضرت آیت الله العظمی مرعشی نجفی، ۱۳۸۲[۱۰۲]
- گنجینه کتابخانه؛ ۴۵۰ نسخه نفیس از قرن چهارم تا هشتم، ۱۳۷۹[۱۰۳]
- فهرست آثار خطی خواجه نصیرالدین طوسی در کتابخانه، ۱۳۷۶[۱۰۴]
- نظام کتابداری اسلامی در سده‌های سوم تا هشتم هجری قمری، ۱۳۷۴[۱۰۵]
- گزارش سفر به شوروی، ۱۳۷۰[۱۰۶]
- آشنایی با کتابخانه آیة الله العظمی مرعشی نجفی، ‎۱۳۶۹[۱۰۷]

## فعالیت‌ها
- مدیریت کتابخانه آیت‌الله مرعشی نجفی: سید محمود مرعشی در کنار پدر، سهم عمده‌ای در تأسیس و توسعه کتابخانه بزرگ مرعشی نجفی در قم داشته‌است. این کتابخانه توسط سید شهاب‌الدین مرعشی نجفی (پدرش) تأسیس و بر اساس وصیت وی مدیریت آن بر عهده بازماندگانش است. سید محمود مرعشی پس از انقلاب عمدتاً متمرکز در توسعه و تکمیل کتابخانه و نیز خدمت به پدرش بوده‌است.[۱۰۸]
- عضو سازمان جهانی کتابخانه‌ها[۷]
- عضو افتخاری آکادمی ملی علوم جمهوری آذربایجان[۷]
- صاحب امتياز و مدیر مسئول نشریه «میراث شهاب»، فصلنامه تخصصی نسخه‌شناسی و کتابشناسی[۱۰۹]

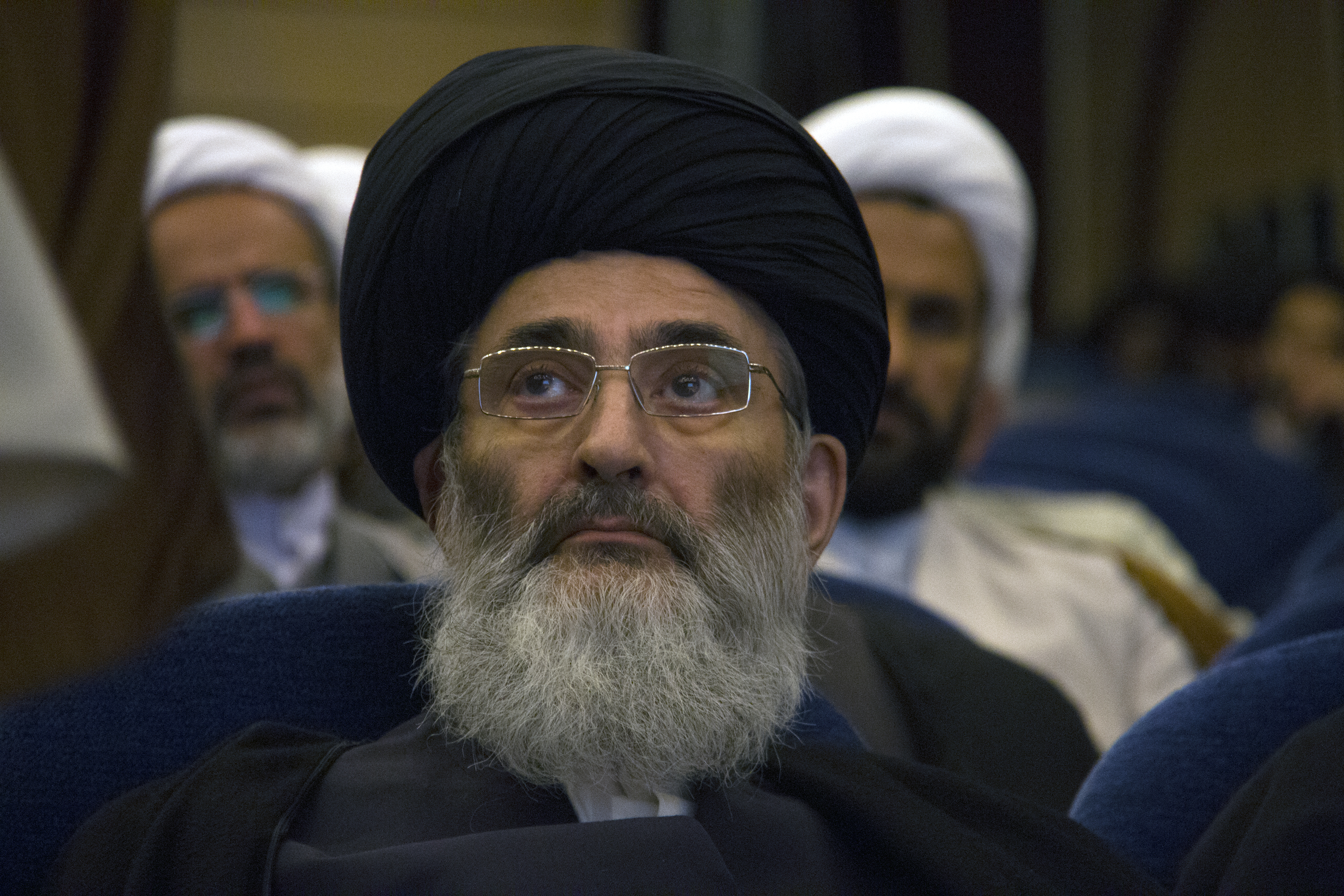
سید محمود مرعشی نجفی، بهمن ۱۳۹۴.

## افتخارات
- کسب دکترای افتخاری از آکادمی ملی علوم جمهوری آذربایجان، ۱۳۶۹[۷]
- کتاب شناس برجسته کشور: کوشش‌های سید محمود مرعشی نجفی در زمینه کتابشناسی، فهرست نویسی و جمع‌آوری نسخ خطی و چاپ آنها، لوح تقدیر کتابشناس برجسته کشور را در سال ۱۳۷۴ نصیب وی نمود.[۷][۱۱۰]